# CR-21突擊步槍
CR-21是一款由南非武器生產商維克多武器公司所生產的犢牛式突击步枪。CR-21的含义是“Compact Rifle - 21st Century”（中文翻譯為「21世紀緊湊型突击步枪」）。發射5.56×45毫米北約口徑制式步枪弹药。
它是由維克多武器公司（加利爾系列的特許生產型：R4系列的生產商，丹尼爾公司的其中一個部門）設計及生產，亦改進自R4系列。並且希望最大可能用作南非軍隊取代現有的R4系列突擊步槍的最佳選擇，但最終丹尼爾地面系統卻已經將焦點換成向南非國防軍（英語：South African National Defence Force，簡稱：SANDF）提供的R4突擊步槍的一款升級型。
該步槍目前正在出口市場上向客戶銷售，但直到目前只成功出口到委內瑞拉一國。

## 歷史
在1972年，南非向以色列軍事工業（IMI）購買了加利爾系列的特許生產證。次年，丹尼爾集團旗下的Vektor開始生產經過一定現代化的Galil，即是R4系列步槍。
但到了1990年代初，南非軍隊已開始尋找新型制式步槍，而原因是R4系列步槍在相同槍管長度以下仍然是太長。因此Vektor認為可以將R4改為犢牛式设计。
CR-21首次公佈於1997年的馬來西亞的軍備博覽會，此槍採用一種類似SA80的犢牛式設計，只能夠使用右手射擊。
但截至2005年，除了南非軍隊考慮、可是受到預算不足的問題而一直停滯不前以外，CR-21仍然沒有找到其他可能的客戶，而且其製造商在企業重組後並對於其未來產生疑問。但其製造商仍然積極地給各國軍隊或特警隊推銷，目的就是為了證明CR-21是一枝“緊湊、輕型、易於控制和準確的步槍”。

## 設計
CR-21和克罗地亚的VHS、法国的FAMAS、英国的SA80、奥地利的斯泰爾AUG、以色列的TAR-21、新加坡的SAR-21、伊朗的KH-2002、中国的QBZ-95和QBB-95、比利时的FN F2000和FN P90一样采用了犢牛式设计。其犢牛式槍械設計首次使用於1940年時，英国研制的EM-1和的EM-2突擊步槍。犢牛式槍械的設計是，把槍機等的主要部件放在手槍握把的背後，從而縮短了總長度而不縮短槍管長度。TAR-21拥有卡宾枪的长度以及步枪的枪口动能，无托设计同样将士兵的轮廓最小化，并增加了士兵在巷战之中的灵活性。
從內部設計而言，CR-21使用了R4系列步槍作為基礎並略為修改，以便將其改為犢牛式设计，盡可能使用原來製造部件的概念以便降低重新設計機匣的成本、並保持其可靠性和降低其重量。CR21的槍身是由高彈性黑色聚合物模壓成型，左右兩側在模壓成型後，經高頻焊接成整體。它的外殼分為主部和後上蓋兩個部分。後上蓋兼作機匣蓋，通過塑料鉤和主部扣合，頂部左右兩側都挖成大的彎曲度以協助瞄準；下方的主部，大體上原封不動地組裝了機匣與槍管組件，以及隨槍的一些附件等。在使用者握持部分的內部嵌有防止燙手的塑料板。右側拋殼孔的上方和後方有反射板，以確保射擊中彈殼會向槍托下方拋出。為了令CR-21能快速散熱，前端護木上、下均設有散熱用途的大孔以加快擴散內部熱量。後端有大型防滑槽。拋殼口上方和後方皆設有擋板。
由於其氣動式系統是從R4系列步槍的原來版本：以色列的加利爾系列衍生而來，而加利爾的氣動式系統由芬兰製AK改進型：Rk 62衍生而來；加上CR-21大量使用現代槍械最常用的高彈性聚合物作為其材料，而少數的金屬部分只在槍械正前方的槍管及消焰器部份，從而比M16系列更為可靠和更低總重量。這些的結果是此槍重量只是3.72公斤（8.2磅）由於CR-21亦使用R4系列步槍作為基礎並略為修改，因此亦可以使用加利爾和R4的35、50發彈匣，另外並有亦其專用的5、10、15、20、30、35發專用可拆式彈匣，亦是以高彈性聚合物製造。
其握把部份和斯泰爾AUG相似，以握把護環取代扳機護環和較長而平穩的滑動式扳機設計取代一般的鉤狀扳機，另外並在握把上加上防漫紋以便射擊時更穩定。設在扳機上部前方的手動保險是貫穿槍身的橫閂式設計，從右側壓到左側時出現紅色標記即表示解除保險。位於槍身上方左側的拉機柄不隨槍機移動，在射擊過程中停在前進位置。快慢機開關用聚合物製成，設置於槍托部份的左右兩側，上方為半自動射擊位置，下方為全自動射擊位置。但由於並沒有安全在快慢機選擇，因此在握把前端並有手動保險以鎖上全槍。槍管長度是460毫米（18.11英吋），膛線採用冷鍛法加工製成，內膛鍍铬以增強耐磨性，纏距為6條向右299旋轉毫米（1:9英吋），以大幅提升使用5.56×45毫米SS109步枪子彈時的威力。而消焰器具有4條溝槽，以便快速分散槍口焰和發射北約標準的22毫米槍榴弹。
不完全分解武器時只需要分解槍托部份，就能夠輕鬆拆出復進簧、機匣及轉拴式槍栓多個必需清潔部份。
據說，Vektor亦開發了CR-21的卡賓槍型。

## 配件
CR-21沒有機械瞄具，其標準瞄準具是安裝在機匣頂部隱藏的戰術導軌上的1×3厘米紅點瞄準鏡，類似於HK G36提把上部可雙眼開啟時使用的紅點瞄準鏡。其特別之處是雙光源設計，日間使用採光窗系統提供光源，而夜間或光線不足的情況下利用瞄準鏡內部的氚光體纖維照明，因此不需要任何电池。圈的內部可以看見一個發亮的光環，光環內有設計獨特的倒Ｖ和左右水平線組合的黄色瞄準氚光斑，使得其比其他紅點鏡更準確、比十字式瞄準鏡簡單，而且在夜間都可以準確射擊。瞄準鏡通過嵌在其殼體上的銷釘與鋁製的瞄準鏡座聯結，鏡座上有兩個螺栓以分別進行高低、方位上的調整。
護木經過特殊設計可以很容易地拆除，取而代之的是裝上戰術燈、雷射瞄準器及40毫米榴彈發射器（例如M203，亦有其專用的榴彈發射器）等裝備的護木。而槍口亦可裝上其消聲器。最後，在槍托內部還有一個大型附件存儲空間，以便使用者在分解以後利用隨槍提供的清槍配件即時清潔步槍機匣部份，消除了過去南非士兵通常需要把步槍和清槍配備分開攜帶的問題。除了清槍配件，使用者並可選擇改為放入維修配件、備用電池或其他小型套件。

## 使用國
| 國家     | 組織名稱             |
| -------- | -------------------- |
| 南非     | 南非國防軍           |
| 委內瑞拉 | 委內瑞拉玻利瓦國家軍 |

## 流行文化

### 電影
- 2009年—：為黑、白兩色槍身，裝上Leupold Mark 4 CQ/T瞄準鏡並且由列國聯盟（簡稱：MNU）士兵所使用。
- 2012年—：由審判廳衛隊所使用。

### 電視劇
- 
  - 第二季：在第5集和第6集中由諾克斯的僱傭兵所使用。
  - 第三季：在第2集中由保護銀行的僱傭兵所使用。

### 电子遊戲
- 2008年—《戰地之王》

### 動畫
- 2002年—《攻殼機動隊 STAND ALONE COMPLEX》：第13話由極端團體興國旅團的恐怖分子所使用。

## 資料來源
1. 1 2 3  . Military Factory.   [2010-07-05]. （原始内容存档于2010-06-12）.
2. 1 2 3 4  . Military Today.   [2010-07-05]. （原始内容存档于2010-02-09）.
3. 1 2 3 4 5  Max Popenker. .   [2010-07-05]. （原始内容存档于2010-06-17）.
4. ↑  Leon Engelbrecht. .   [2012-03-13]. （原始内容存档于2017-10-13）.
5. ↑  Omutumua Oshili. .   [2010-07-05]. （原始内容存档于2010-01-11）.

## 外部連結
- （英文）—Modern Firearms—Vektor CR-21 assault rifle（页面存档备份，存于）
- （英文）—Kitsune—Vektor CR 21
- （英文）—Tactical-Life.com—Assault Rifle of the Week: Vektor CR21（页面存档备份，存于）
- （英文）—Military, Security and Civilian Guns and Equipment—Vektor CR-21（页面存档备份，存于）
- （简体中文）—D Boy Gun World（槍炮世界）—VEKTOR CR21突击步枪（页面存档备份，存于）